# 舒庄镇
舒庄镇，是中华人民共和国安徽省阜阳市界首市下辖的一个乡镇级行政单位。

## 行政区划
舒庄镇下辖以下地区：
大顾村、赵营村、大田村、舒庄村、大鲁村、杨粉村和杨寨村。